# يوراي ياكوبيسكو
يوراي ياكوبيسكو هو مخرج أفلام سلوفاكي ولد في 30 أبريل 1938.

## روابط خارجية
- يوراي ياكوبيسكو على موقع IMDb (الإنجليزية)
- يوراي ياكوبيسكو على موقع الموسوعة البريطانية (الإنجليزية)
- يوراي ياكوبيسكو على موقع ألو سيني (الفرنسية)
- يوراي ياكوبيسكو على موقع أول موفي (الإنجليزية)
- يوراي ياكوبيسكو على موقع قاعدة بيانات الأفلام السويدية (السويدية)
- يوراي ياكوبيسكو على موقع ديسكوغز (الإنجليزية)
- يوراي ياكوبيسكو على موقع قاعدة بيانات الفيلم (الإنجليزية)
- يوراي ياكوبيسكو على موقع كينوبويسك (الروسية)